# كلودين لونجيت
كلودين لونجيت (بالفرنسية: Claudine Longet)‏ هي مغنية وممثلة فرنسية، ولدت في 29 يناير 1942 بباريس في فرنسا.

## أعمال

### أفلام
- (1968) الحفلة

## وصلات خارجية
- كلودين لونجيت على موقع IMDb (الإنجليزية)
- كلودين لونجيت على موقع ألو سيني (الفرنسية)
- كلودين لونجيت على موقع ميوزك برينز (الإنجليزية)
- كلودين لونجيت على موقع أول موفي (الإنجليزية)
- كلودين لونجيت على موقع قاعدة بيانات الأفلام السويدية (السويدية)
- كلودين لونجيت على موقع إن إن دي بي (الإنجليزية)
- كلودين لونجيت على موقع أول ميوزيك (الإنجليزية)
- كلودين لونجيت على موقع ديسكوغز (الإنجليزية)
- كلودين لونجيت على موقع قاعدة بيانات الفيلم (الإنجليزية)
- كلودين لونجيت على موقع كينوبويسك (الروسية)